# Šachta
Šachta (z něm. Schacht) je úzký a svislý, obvykle hloubený nebo obezděný prostor.

## Hornictví

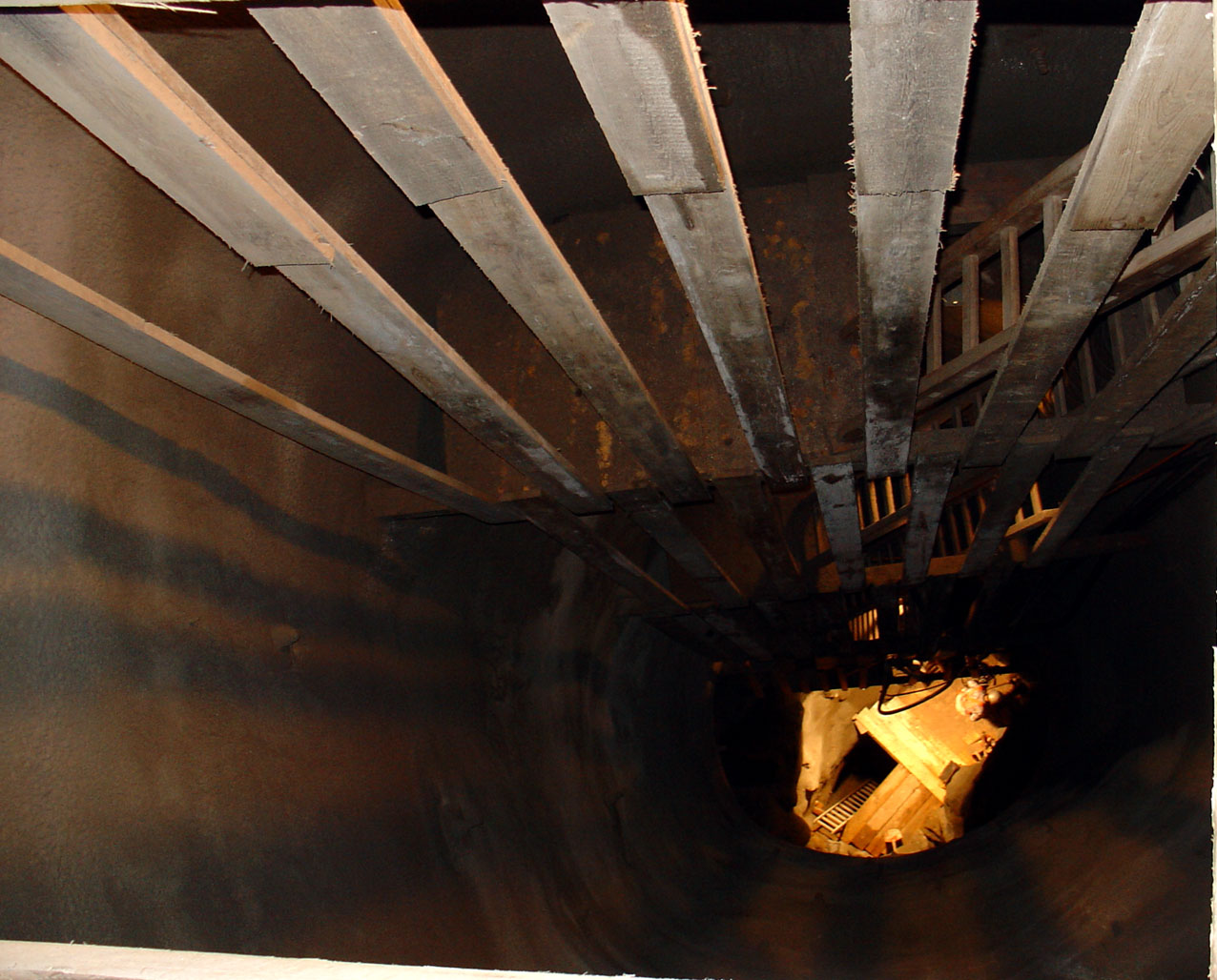
Jáma dolu v Zinnwaldu (Cínovci) s lezním oddělením.

V hlubinném hornictví se šachta označuje jako jáma; jde o svislé hloubené nebo ražené důlní dílo obdélného, kruhového nebo elipsoidního průřezu, které slouží zpravidla k přístupu do jednotlivých pater a chodeb dolu a k dopravě materiálu (těžní jáma), k větrání resp. odvádění plynů (větrní jáma) nebo k čerpání důlních vod (vodotěžná jáma); obvykle však více z těchto účelů současně. Nad jámou zpravidla stojí těžní věž, sloužící dopravě v jámě. Ta se zpravidla zajišťuje jízdou dopravní nádoby (těžní klece nebo skipu) zavěšené na těžním laně poháněném těžním strojem. Z hlediska větrních poměrů v dole se jáma, kterou vzduch (čerstvé větry) vstupuje z povrchu do dolu, označuje jako vtažná jáma; jáma, jíž vzduch vystupuje z dolu ven, se nazývá výdušnou jámou. Jáma, která není spojena s povrchem se označuje jako slepá jáma čili šibík.
V běžné mluvě se jako šachta označuje i celý hlubinný důl, neboť šachta bývá z praktického hlediska jeho nejdůležitější částí. Hlubinný důl ale mívá několik samostatných důlních jam (šachet), navzájem propojených chodbami.

## Stavebnictví
Šachtou se rozumí obvykle obezděný svislý prostor, který slouží k dopravě (výtahová šachta), k větrání a odvodu plynů (větrací šachta, osvětlovací–světlík, komínová šachta), k přístupu do podzemních prostor a chodeb nebo k montáži potrubí a technologických zařízení. Menší větrací a osvětlovací šachty bývají nazývány jako šachtice
Šachtou může být nazývána i výkop či jáma na staveništi, která se nachází pod úrovní terénu. Šířka této šachty bývá do dvou metrů, převládajícím rozměrem je hloubka.

## Strojírenství
Šachta nebo šachtice je svislá nebo skloněná dutina, která slouží například k přísunu materiálu (např. u drtičů kamene) nebo k výstupu odpadu. U šachtové pece je to svislý spalovací prostor.

## Speleologie
V jeskyních se jako šachta nebo komín označuje úzký a převážně svislý prostor, přístupný pouze s pomocí žebříků nebo lan.